# Eesti Energia
Az Eesti Energia (magyarul: Észtországi Energia) részvénytársasági formában működő észt állami energetikai vállalat. 1939-ben alapították. Székhelye Tallinnban található. A vállalat a Baltikumon kívül Finnországban, Svédországban. Lengyelországban és az Egyesült Államokban is végez gazdasági tevékenységet. A cég a teljes energiatermelési láncot lefedi az energiahordozók bányászatától a villamosenergia-szolgáltatásig. Az Eesti Energia a világ legnagyobb olajpala felhasználója. Az utóbbi időszakban a vállalat növelte a megújuló energiaforrások részarányát az energiatermelésében, ami 2020-ban már a teljes észtországi villamosenergia-termelés 38% volt. A cég az észtországi piacon az Eesti Energia, a külföldi piacokon az Enefit márkanevet használja.